# Et hjem i verden
Et hjem i verden er en dansk dokumentarfilm fra 2015 instrueret af Andreas Koefoed.

## Handling
Filmen skildrer fem asylbørns dagligdag på Røde Kors asylskolen i Lynge og deres liv efter ankomsten til Danmark. Børnene; Magomed, Sehmuz, Heda, Amel og Ali har forskellige nationaliteter og baggrunde, men fælles for dem er, at de er flygtet med deres familier til Danmark i håbet om at starte et nyt liv. På asylskolen er der på ét år 80 % udskiftning i en klasse. Nogle får ophold i Danmark og flytter ud i samfundet. Andre får afslag og sendes tilbage til deres hjemland. Og nogle går under jorden og fortsætter deres flugt. Over et år følger filmen børnene i det konstant omskifteligt miljø, hvor det kan være svært at knytte tætte relationer og hvor tonen blandt børnene kan være hård, når de hver især kæmper med personlige tragedier og traumatiske historier. Filmen følger deres forsøg på at lære et nyt sprog, knytte venskaber og gøre sig klar til at skabe et hjem i Danmark.